# Цирроз печени
Цирро́з пе́чени (др.-греч. κίρρως — рыжий, янтарный) — хроническое заболевание печени, сопровождающееся необратимым замещением паренхиматозной ткани печени фиброзной соединительной тканью, или стромой.
Цирротичная печень увеличена или уменьшена в размерах, необычно плотная, бугристая, шероховатая. Десятилетняя смертность от постановки диагноза составляет 34—66 %, в зависимости от причин: алкогольный цирроз имеет худший прогноз, чем связанный с другими причинами. Первое известное описание заболевания было за авторством Гиппократа в 5-м веке до нашей эры. Сам термин «цирроз» был изобретён в 1819 году из-за желтоватого цвета больной печени.

## Эпидемиология

Годы жизни, скорректированные по нетрудоспособности пациентов с циррозом печени на 100 000 населения в 2004 году.
Нет данных
Менее 50
50—100
100—200
200—300
300—400
400—500
500—600
600—700
700—800
800—900
900—1000
Более 1000

В экономически развитых странах цирроз входит в число шести основных причин смерти пациентов от 35 до 60 лет, составляя 14—30 случаев на 100 тыс. населения. Ежегодно в мире умирают 40 млн человек от вирусного цирроза печени и гепатоцеллюлярной карциномы, развивающейся на фоне носительства вируса гепатита B. В странах СНГ цирроз встречается у 1 % населения.
Чаще наблюдается у мужчин: соотношение мужчин и женщин составляет в среднем 3:1. Заболевание может развиться во всех возрастных группах, но чаще после 40 лет.

## Этиология
Чаще цирроз развивается при длительной интоксикации алкоголем (по разным данным, от 40—50 % до 70—80 %) и на фоне вирусных гепатитов B, С и D (30—40 %) и паразитарных инфекций. Более редкие причины цирроза — болезни желчевыводящих путей (внутри- и внепечёночных), застойная сердечная недостаточность, различные химические (гепатотоксины) и лекарственные интоксикации. Цирроз может развиваться и при наследственных нарушениях обмена веществ (гемохроматоз, гепатолентикулярная дегенерация, недостаточность α1-антитрипсина) и окклюзионными процессами в системе воротной вены (флебопортальный цирроз). Среди инфекционных факторов: хронические вирусные гепатиты, особенно B и C, грибки (кандидоз, аспергиллёз). Паразитарные инвазии: трематодозы (шистосомоз, описторхоз). Первичный билиарный цирроз печени возникает первично без видимой причины. Приблизительно у 10—35 % больных этиология остаётся неясной.

## Патогенез
За многие месяцы и годы меняется геном гепатоцитов и создаются клоны патологически изменённых клеток. Вследствие этого развивается иммуновоспалительный процесс.
Выделяют следующие этапы патогенеза цирроза:
1. Действие этиологических факторов: цитопатогенное действие вирусов, иммунные механизмы, влияние гепатотоксичных цитокинов, хемокинов, прооксидантов, эйкозаноидов, ацетальдегида, железа, продуктов перекисного окисления липидов
2. Активизация функции клеток Ито, что приводит к избыточному разрастанию соединительной ткани в пространствах Диссе и перицеллюлярному фиброзу печени
3. Нарушение кровоснабжения паренхимы печени за счёт капилляризации синусоидов и уменьшения сосудистого русла с развитием ишемических некрозов гепатоцитов
4. Активация иммунных механизмов цитолиза гепатоцитов

При мостовидном некрозе гепатоцитов в зону поражения стягиваются Т-лимфоциты, которые активизируют клетки Ито, приобретающие фибробластоподобные свойства: синтезируют коллаген I типа, что и ведёт в итоге к фиброзу. Кроме того, микроскопически в печёночной паренхиме образуются ложные дольки, не имеющие центральной вены.
Алкогольный цирроз печени. Этапы: острый алкогольный гепатит и жировая дистрофия печени с фиброзом и мезенхимальной реакцией. Важнейший фактор — некроз гепатоцитов, обусловленный прямым токсическим действием алкоголя, а также аутоиммунными процессами.
Вирусный цирроз печени. Важным фактором является сенсибилизация иммуноцитов к собственным тканям организма. Основной мишенью аутоиммунной реакции является печёночный липопротеид.
Застойный цирроз печени. Некроз гепатоцитов связан с гипоксией и венозным застоем.
Развивается портальная гипертензия — повышение давления в системе портальной вены, обусловленное обструкцией внутри- или внепечёночных портальных сосудов. Это приводит к появлению портокавального шунтирования крови, спленомегалии и асцита. Со спленомегалией связаны тромбоцитопения (усиленное депонирование тромбоцитов в селезёнке), лейкопения, а также анемия вследствие повышенного гемолиза эритроцитов. Асцит приводит к ограничению подвижности диафрагмы, гастроэзофагальному рефлюксу с пептическими эрозиями, язвами и кровотечениями из варикозно-расширенных вен пищевода, брюшным грыжам, бактериальному перитониту, гепаторенальному синдрому. У больных циррозом печени часто наблюдаются гепатогенные энцефалопатии.
Первичный билиарный цирроз печени. Основное место принадлежит генетическим нарушениям иммунорегуляции. Вначале происходит разрушение билиарного эпителия с последующим некрозом сегментов канальцев, а позднее — их пролиферация, что сопровождается нарушениями экскреции жёлчи. Стадии процесса следующие:
- хронический негнойный деструктивный холангит
- дуктулярная пролиферация с деструкцией жёлчных канальцев
- рубцевание и уменьшение жёлчных канальцев
- крупноузловой цирроз с холестазом

Патологоанатомическая картина первичного билиарного цирроза включает инфильтрацию эпителия лимфоцитами, плазматическими клетками, макрофагами.
Лабораторными исследованиями выявляются антимитохондриальные антитела (АМА), наиболее специфичны — М2-АМА, направленные против Е2-субъединицы пируватдегидрогеназы, повышение IgM в сыворотке. Помимо этого выявляются иммуноопосредованные внепечёночные проявления — тиреоидит Хашимото, синдром Шегрена, фиброзирующий альвеолит, тубулоинтерстициальный нефрит, целиакия, а также сочетание с заболеваниями ревматического круга — системной склеродермией, ревматоидным артритом, системной красной волчанкой.

## Симптомы
Большинство внепечёночных симптомов обусловлено повышением давления в синусоидах, что ведёт к возрастанию давления в системе воротной вены. Портальная гипертензия. Также характерным симптомом является «голова медузы» — перенаполнение вен передней брюшной стенки.
Для цирроза характерны общие симптомы: слабость, пониженная трудоспособность, неприятные ощущения в животе, запах ментола из ротовой полости, диспепсические расстройства, повышение температуры тела, боли в суставах, также отмечаются метеоризм, боль и чувство тяжести в верхней половине живота, похудение, астения. При осмотре выявляется увеличение печени, уплотнение и деформация её поверхности, заострение края. Сначала отмечается равномерное умеренное увеличение обеих долей печени, позднее как правило преобладает увеличение левой доли. Портальная гипертензия проявляется умеренным увеличением селезёнки.
Развёрнутая клиническая картина проявляется синдромами печёночно-клеточной недостаточности и портальной гипертензии. Имеют место вздутие живота, плохая переносимость жирной пищи и алкоголя, тошнота, рвота, диарея, чувство тяжести или боль в животе (преимущественно в правом подреберье). В 70 % случаев обнаруживается гепатомегалия, печень уплотнена, край заострён. У 30 % больных при пальпации выявляется узловатая поверхность печени. Спленомегалия у 50 % больных.
Субфебрильная температура, возможно, связана с прохождением через печень кишечных бактериальных пирогенов, которые она не в состоянии обезвредить. Лихорадка резистентна к антибиотикам и проходит только при улучшении функции печени.
Могут быть внешние признаки — пальмарная или плантарная эритема, сосудистые звёздочки, скудный волосяной покров в подмышечной области и на лобке, белые ногти, гинекомастия у мужчин вследствие гиперэстрогенемии. В ряде случаев пальцы приобретают вид «барабанных палочек».
В терминальной стадии болезни в 25 % случаев отмечается уменьшение размеров печени. Также возникают желтуха, асцит, периферические отёки из-за гипергидратации (прежде всего отёки ног), внешние венозные коллатерали (варикозно-расширенные вены пищевода, желудка, кишечника). Кровотечение из вен часто заканчивается летальным исходом. Реже возникают геморроидальные кровотечения, они менее интенсивны.
Энцефалопатия может быть следствием как печёночно-клеточной, так и портально-печёночной недостаточности.

## Осложнения
- печёночная кома
- кровотечение из варикозно-расширенных вен пищевода
- тромбоз в системе воротной вены
- гепаторенальный синдром
- формирование рака печени — гепатоцеллюлярной карциномы
- инфекционные осложнения — пневмонии, «спонтанный» перитонит при асците, сепсис

## Диагностика

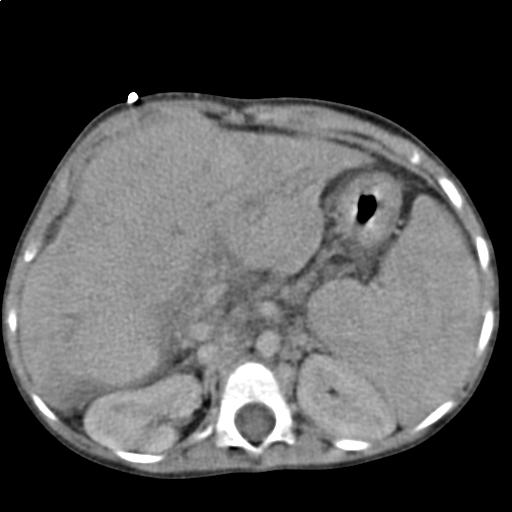
Цирроз печени с диспропорциональной гипертрофией сегментов. Компьютерная томография брюшной полости.

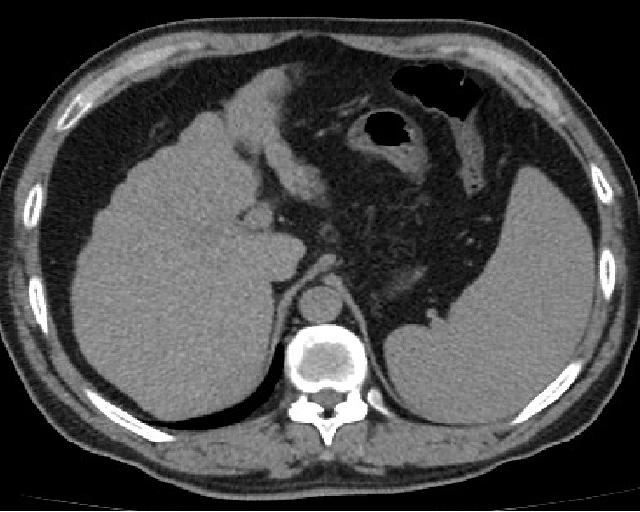
Цирроз печени с уменьшением объёма органа. Компьютерная томография брюшной полости.

Характерно повышение активности АЛТ, АСТ, щелочной фосфатазы, лейкоцитоз. При гепатолиенальном синдроме может развиваться гиперспленизм, проявляющийся лейкопенией, тромбоцитопенией, анемией и увеличением клеточных элементов в костном мозге.
Расширенные и извитые венозные коллатерали выявляются при ангиографии, компьютерной томографии, ультразвуковом исследовании или в ходе оперативного вмешательства.

## Классификация

### Морфологическая классификация
Предложена Всемирной ассоциацией гепатологов (Акапулько, 1974) и ВОЗ (1978).
- мелкоузловой, или мелконодулярный цирроз (диаметр узлов от 1 до 3 мм)
- крупноузловой, или макронодулярный цирроз (диаметр узлов более 3 мм)
- неполная септальная форма
- смешанная (при которой наблюдаются различные размеры узлов) форма

### Этиологическая классификация
Различают следующие формы цирроза:
- вирусный
- алкогольный
- лекарственный
- вторичный билиарный
- врождённый, при следующих заболеваниях:
  - гепатолентикулярная дегенерация
  - гемохроматоз
  - дефицит α1-антитрипсина
  - тирозиноз
  - галактоземия
  - гликогенозы
- застойный (недостаточность кровообращения)
- болезнь и синдром Бадда-Киари
- обменно-алиментарный, при следующих состояниях:
  - наложение обходного тонкокишечного анастомоза
  - ожирение
  - тяжёлые формы сахарного диабета
- цирроз печени неясной этиологии
  - криптогенный
  - первичный билиарный
  - индийский детский

### Шкала оценки тяжести печёночной недостаточности по Чайлду — Пью
Функция печёночных клеток при циррозе печени оценивается по Чайльду — Пью.
| Параметр                 | Баллы          | Баллы                           | Баллы                                |
| Параметр                 | 1              | 2                               | 3                                    |
| ------------------------ | -------------- | ------------------------------- | ------------------------------------ |
| Асцит                    | Нет            | Мягкий, легко поддаётся лечению | Напряжённый, плохо поддаётся лечению |
| Энцефалопатия            | Нет            | Лёгкая (I—II)                   | Тяжёлая (III—IV)                     |
| Билирубин, мкмоль/л(мг%) | менее 34 (2,0) | 34—51 (2,0—3,0)                 | более 51 (3,0)                       |
| Альбумин, г/л            | более 35       | 28—35                           | менее 28                             |
| ПТВ, (сек) или ПТИ (%)   | 1—4 (более 60) | 4—6 (40—60)                     | более 6 (менее 40)                   |

Класс цирроза выставляется в зависимости от суммы баллов по всем параметрам. Сумма баллов 5—6 соответствует классу A, при сумме 7—9　— классу B, а при сумме в 10—15 баллов — классу C.
Ожидаемая продолжительность жизни у больных класса А составляет 15—20 лет, послеоперационная летальность при полостном хирургическом вмешательстве — 10 %. Класс В является показанием для рассмотрения вопроса о пересадке печени; при этом послеоперационная летальность при полостном хирургическом вмешательстве достигает 30 %. У больных класса С ожидаемая продолжительность жизни достигает 1—3 года, а послеоперационная летальность при полостном вмешательстве — 82 %. На основании критериев Чайлда — Пью предложено оценивать необходимость в трансплантации печени: высокая необходимость у больных, относящихся к классу С, умеренная — у больных класса В и низкая — у больных класса А.

### Система критериев SAPS
В последние годы для определения прогноза у пациентов в момент развития желудочно-кишечного кровотечения, комы, сепсиса и других осложнений используется система критериев SAPS (Simplified Acute Physiology Score), включающая основные физиологические параметры. В стратификации имеют значение: возраст, ЧСС, ЧДД, систолическое артериальное давление, температура тела, диурез, гематокрит, лейкоциты крови, мочевина, калий, натрий, и бикарбонаты плазмы, а также стадия печёночной комы.
Критерии оценки по системе SAPS
| Критерий                                        | Баллы |           |           |           |           |           |           |              |       |
|                                                 | 4     | 3         | 2         | 1         | 0         | 1         | 2         | 3            | 4     |
| Возраст, годы                                   |       |           |           |           | ≤45       | 46—55     | 56—65     | 66—75        | >75   |
| ЧСС в минуту                                    | ≥180  | 140—179   | 110—139   |           | 70—109    |           | 55—69     | 40—54        | <40   |
| Систолическое артериальное давление, мм рт. ст. | ≥190  |           | 150—189   |           | 80—149    |           | 55—79     |              | <55   |
| Температура тела, ºС                            | ≥41   | 39,0—40,9 |           | 38,5—38,9 | 36,0—38,4 | 34,0—35,9 | 32,0—33,9 | 30,0—31,9    | <30   |
| Частота дыхательных движений в минуту           | ≥50   | 35—49     |           | 25—34     | 12—24     | 10—11     | 6-9       | ИВЛ или ППДВ | <6    |
| Количество мочи, л/сут                          |       |           | ≥5,00     | 3,50—4,99 | 0,70—3,49 |           | 0,50—0,69 | 0,20—0,49    | <0,2  |
| Мочевина крови, ммоль/л                         | ≥55   | 36 −54,9  | 29 −35,9  | 7,5 −28,9 | 3,5 −7,4  | <3,5      |           |              |       |
| Гематокрит, %                                   | ≥60,0 |           | 50,0—59,9 | 46,0—49,9 | 30,0—45,9 |           | 20,0—29,9 |              | <20,0 |
| Количество лейкоцитов, ×109/л                   | ≥40   |           | 20,0—39,9 | 15,0—19,9 | 3,0—14,9  |           | 1,0—2,9   |              | <1    |
| Глюкоза крови, ммоль/л                          | ≥44,4 | 27,8—44,3 |           | 13,9—27,7 | 3,9—13,8  |           | 2,8—3,8   | 1,6—2,7      | <1,6  |
| Калий крови, мэкв/л                             | ≥7,0  | 6,0—6,9   |           | 5,5—5,9   | 3,5—5,4   | 3,0—3,4   | 2,5—2,9   |              | <2,5  |
| Натрий крови, мэкв/л                            | ≥180  | 161—179   | 156—160   | 151—155   | 130—150   |           | 120—129   | 110—119      | <110  |
| НСО3, мэкв/л                                    |       | ≥40       |           | 30,0—39,9 | 20,0—29,9 | 10,0—19,9 |           | 5,0—9,9      | <5,0  |
| Шкала Глазго, баллы                             |       |           |           |           | 13—15     | 10—12     | 7—9       | 4—6          | 3     |

ППДВ — постоянное положительное давление воздуха.

### Формулировка диагноза
Диагноз выставляется по следующей схеме:
- Основной:
  - Цирроз печени,
  - морфология (если есть), этиология,
  - активность, класс по шкале Чайлда — Пью, стадия компенсации.
- Осложнения:
  - Портальная гипертензия.
  - Присутствующие синдромы (асцит, варикозно-расширенные вены пищевода (степень расширения)),
  - гиперспленизм (степень),
  - энцефалопатия (этиология, степень, стадия …)

## Лечение
Лечение цирроза печени заключается в употреблении лекарственных препаратов и строгом соблюдении диеты, однако сформировавшийся цирроз печени необратим: печень в таком состоянии вылечить невозможно, единственный способ спасти жизнь пациенту — трансплантация печени.

### Профилактические мероприятия
- предупреждение заражения острым вирусным гепатитом
- отказ от алкоголя
- защита от гепатотоксических препаратов

### Диета
Диета при ЦП должна быть полноценной, содержащей 70—100 г белка (1—1,5 г на 1 кг массы тела), 80—90 г жиров (из них 50 % — растительного происхождения), 400—500 г углеводов. Необходимо учитывать привычки больного, переносимость продуктов и сопутствующие заболевания органов пищеварения. Исключаются химические добавки, консерванты и токсические ингредиенты. Диета модифицируется при наличии осложнений портальной гипертензии (отечно-асцитический, гепаторенальный синдром, печёночная энцефалопатия и др.).

### Урсодезоксихолевая кислота
Для восполнения дефицита жёлчных кислот в кишечнике, вызванного билиарной недостаточностью, целесообразно применять урсодезоксихолевую кислоту (УДХК). Дозировка — 10-15 мг на 1 кг веса пациента 1 раз в день на ночь — способствует восстановлению процессов пищеварения. Действие УДХК включает следующие моменты:
1. увеличение поступления жёлчи и панкреатического сока в кишку за счёт стимуляции их продукции
2. разрешение внутрипечёночного холестаза
3. усиление сокращения жёлчного пузыря
4. омыление жиров и повышения активности липазы
5. повышение моторики кишечника, улучшающей смешивание ферментов с химусом
6. нормализация иммунного ответа

### Гепатопротекторы
- Запрещены к использованию при циррозе семена расторопши пятнистой и другие желчегонные препараты[13].

### Клеточная терапия
Традиционное лечение в основном заключается в применении фармацевтических средств для защиты печёночных клеток от повреждения, стимуляции выделения жёлчи, коррекции нарушений обмена веществ. Без сомнения, это улучшает состояние больного, но не в силах остановить развитие заболевания. Если вышеуказанные методы лечения не помогают, проводят трансплантацию (пересадку) печени.

## Цирроз печени у животных
Болезнь развивается постепенно. Проходят недели и даже месяцы до наступления длительного и постоянного расстройства функций пищеварения с явлением атонии преджелудков, гастрита и энтерита. У животных извращается аппетит и появляются диспепсические явления, что приводит к истощению и общей слабости организма. Характерны для цирроза умеренная анемия и лейкопения. Нарушение обмена при циррозе печени влечёт за собой кахексию и анемию. Прогноз обычно неблагоприятный.